# Gownigadde, Chintamani
Gownigadde là một làng thuộc tehsil Chintamani, huyện Kolar, bang Karnataka, Ấn Độ.